# Le Malingre
Le Malingre est une ile de Guyane (France), faisant partie de l'archipel de Rémire, qui appartient administrativement à la commune de Cayenne.